# شدن (فلسفه)

Becoming

شدن (به انگلیسی: Becoming) (به عربی: صیرورت) (به لاتین: Devenire ,Infieri) در فلسفه یکی از مفاهیم هستی‌شناسی است.
صیرورت یا شدن عبارت است از رفتن شیء از حالتی به حالت دیگر یا از زمانی به زمان دیگر. شدن مترادف حرکت و تغیر است، از این جهت که وجود حرکت و تغییر انتقال از حالتی به حالت دیگر است، مانند انتقال از وجود بالقوه به‌وجود بالفعل. شیء متصف به صیرورت نقیض شیء متصف به ثبوت و سکون است، یعنی حالتی است بین عدم و وجود کامل.
در نظر فیلسوف یونان باستان در قرن ششم قبل از میلاد، هراکلیتوس صیرورت عبارت است از نزاع بین اضداد برای اینکه بعضی جای بعضی را اشغال کنند، و همه چیز در حال تغییر و شدن است.
در نظر هگل، صیرورت از رازهای درون هستی یعنی راز تطور است.
این رازی است که تناقض بین وجود و عدم را منتفی می‌سازد.
اگر صیرورت را تار زمان فرض کنیم دیمومت پود آن است. هیچ‌یک از صیرورت و دیمومت را نمی‌توان بدون دیگری تصور کرد.
زیرا صیرورت اگر خالی از دیمومت باشد، بین حالات پی در پی آن ارتباط برقرار نمی‌شود، و اگر دیمومت خالی از صیرورت باشد، زمان متّصلی را به وجود نمی‌آورد.
زمان جوهر غایی دقت است و مستتر در فیوضات با نظام فیض و صدور.
صیرورت، شدن شیء است و دیمومت، صیرورت زمان.